# Jezioro Weneckie
Jezioro Weneckie – jezioro w Polsce, położone w województwie kujawsko-pomorskim, w powiecie żnińskim, w gminie Żnin, na terenie Pojezierza Żnińsko-Mogileńskiego.

## Dane morfometryczne
Powierzchnia zwierciadła wody według różnych źródeł wynosi od 123,0 ha do 131,7 ha.
Zwierciadło wody położone jest na wysokości 78,6 m n.p.m. lub 80,0 m n.p.m. Średnia głębokość jeziora wynosi 4,6 m lub 5,0 m, natomiast głębokość maksymalna 20,3 m.
W oparciu o badania przeprowadzone w 2004 roku wody jeziora zaliczono do non klasy czystości i III kategorii podatności na degradację.

## Hydronimia
Według urzędowego spisu opracowanego przez Komisję Nazw Miejscowości i Obiektów Fizjograficznych (KNMiOF) nazwa tego jeziora to Jezioro Weneckie przy czym jezioro składa się z dwóch części: Jeziora Weneckiego Wschodniego i Jeziora Weneckiego Zachodniego.